# Aeroportul Internațional Chlef
Aeroportul Internațional Chlef (IATA: CFK, ICAO: DAOI) este un aeroport din Algeria ce deservește zona Chlef. A fost numit după zona deservită.
Situat la o altitudine de 153 m, aeroportul dispune de 2 piste.

## Infrastructură

### Piste
Aeroportul dispune de 2 piste. Pista 08/26 are suprafața de asfalt și dimensiunile 2.800 m × 45 m. Pista 07/25 are suprafața de asfalt și dimensiunile 1.650 m × 30 m. 